# Сьмядово-Кольонія
Сьмядово-Кольонія (пол. Śmiadowo-Kolonia) — село в Польщі, у гміні Борне-Суліново Щецинецького повіту Західнопоморського воєводства.
Населення — 159 осіб (2011).

## Демографія
Демографічна структура станом на 31 березня 2011 року:
|          | Загалом | Допрацездатний вік | Працездатний вік | Постпрацездатний вік |
| -------- | ------- | ------------------ | ---------------- | -------------------- |
| Чоловіки | 90      | 23                 | 65               | 2                    |
| Жінки    | 69      | 18                 | 40               | 11                   |
| Разом    | 159     | 41                 | 105              | 13                   |